# Carré de l’Est

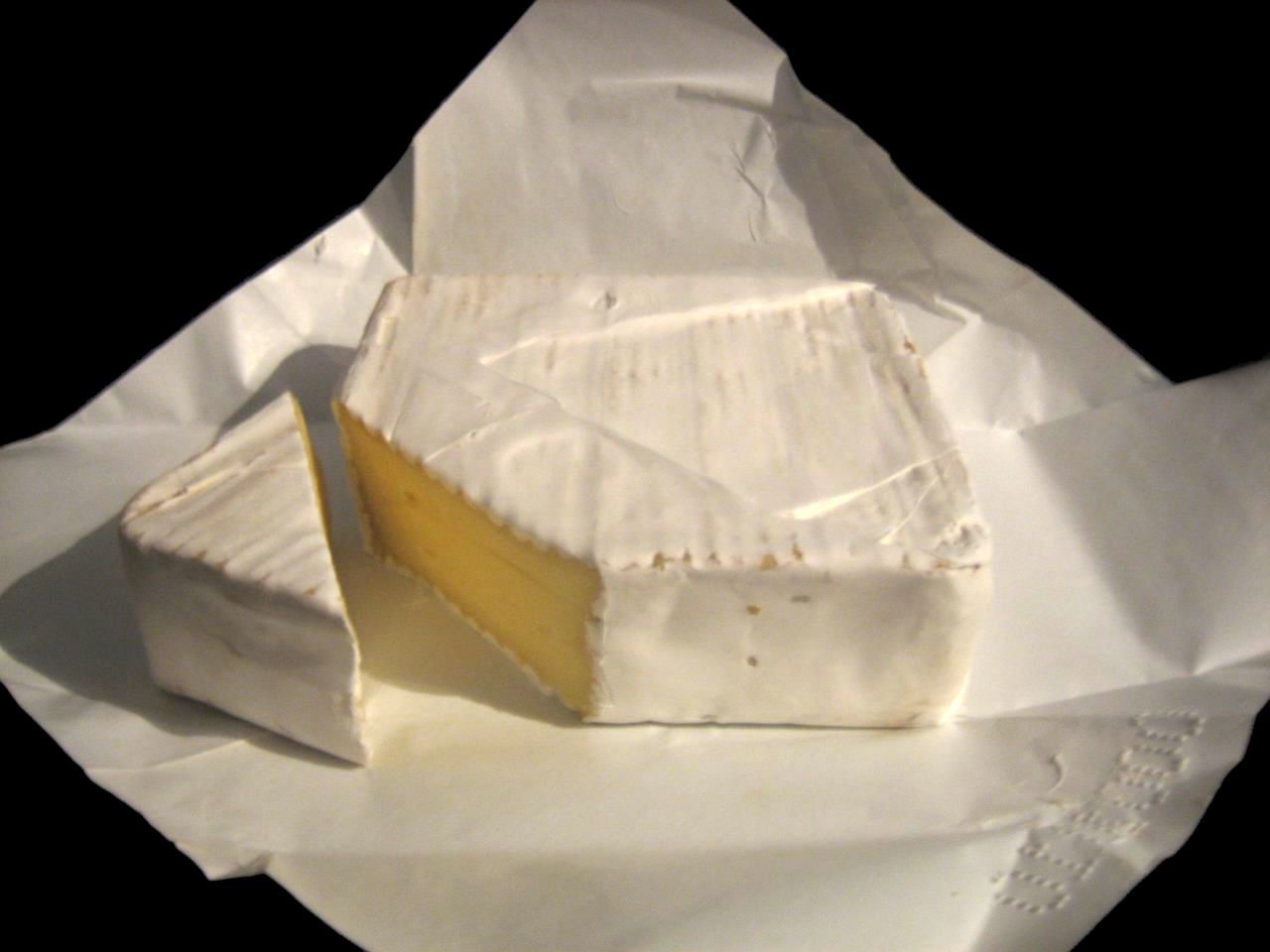
Carré de l’Est in der typischen quadratischen Form.

Der Carré de l’Est ist ein Weichkäse aus Kuhmilch mit Weißschimmelrinde aus Frankreich.  Der Name bedeutet auf Deutsch Viereck des Ostens. Er wird aus pasteurisierter Milch hergestellt, stammt ursprünglich aus Lothringen und ist immer quadratisch. Dieser Käse ist in Frankreich seit April 2007 gesetzlich bestimmt.
Der Carré de l’Est ist für französischen Käse noch ziemlich jung. Er wurde erst in der ersten Hälfte des 20. Jahrhunderts entwickelt mit dem Ziel, einen Weichkäse herzustellen, der besonders in den Sommermonaten länger haltbar ist als andere Käse dieser Gattung.